# 2908 Shimoyama
2908 Shimoyama è un asteroide della fascia principale del diametro medio di circa 29,38 km. Scoperto nel 1981, presenta un'orbita caratterizzata da un semiasse maggiore pari a 2,9786116 UA e da un'eccentricità di 0,1517711, inclinata di 13,37019° rispetto all'eclittica.